# Serpilköy, Çarşıbaşı
Serpilköy là một xã thuộc huyện Çarşıbaşı, tỉnh Trabzon, Thổ Nhĩ Kỳ. Dân số thời điểm năm 2011 là 302 người.